# Marruecos en los Juegos Olímpicos de Pyeongchang 2018
Marruecos estuvo representado en los Juegos Olímpicos de Pyeongchang 2018 por dos deportistas masculinos que compitieron en dos deportes.
El portador de la bandera en la ceremonia de apertura fue esquiador de fondo Samir Azimani. El equipo olímpico marroquí no obtuvo ninguna medalla en estos Juegos.